# Tadeusz Paździor
Tadeusz Paździor (ur. 5 października 1952) – były polski piłkarz, grający na pozycji obrońcy.

## Kariera
Był zawodnikiem Pafawagu Wrocław i Odry Wrocław. W 1980 roku został piłkarzem Bałtyku Gdynia. W barwach tego klubu rozegrał 100 meczów w I lidze.